# Accès à la justice en droit canadien
Pour un article plus général, voir Accès à la justice.
Au Canada, l'accès à la justice est un droit protégé par la Charte canadienne des droits et libertés et il désigne par ailleurs l'ensemble des mesures et initiatives du gouvernement ou de la communauté juridique pour que davantage de citoyens pauvres ou de classe moyenne puissent obtenir les services d'un avocat ou qu'ils aient accès par d'autres moyens à l'information juridique et à la mise en œuvre judiciaire de cette information juridique.
En règle générale, les citoyens très pauvres ont accès à l'aide juridique en vertu de lois et programmes d'aide juridique adoptés dans chaque province. Par contre, les mesures d'aide juridique ne s'étendent pas aux citoyens de classe moyenne ou à ceux qui excèdent le seuil de pauvreté prévu par la loi. Les citoyens de classe moyenne sont donc essentiellement concernés par les mesures et initiatives alternatives à l'aide juridique.

## Mesures adoptées par les provinces

### Québec

#### Loi sur l'aide juridique et sur la prestation de certains autres services juridiques
Le régime québécois d'aide juridique est contenue dans la Loi sur l'aide juridique et sur la prestation de certains autres services juridiques et dans ses règlements connexes.

#### Société québécoise d'information juridique
La Société québécoise d'information juridique est un organisme gouvernemental québécois qui diffuse les décisions des tribunaux. En raison de la grande quantité d'informations juridiques sur son portail web, il peut servir à effectuer des recherches juridiques. Le contenu de SOQUIJ est offert en trois formats : version grand public (contenu partiel mais gratuit), version étudiants de droit et professeurs d'université (contenu quasi-intégral et gratuit) et versions offerte aux cabinets d'avocats (version intégrale et payante). La création de SOQUIJ résulte de l'adoption de la Loi sur la Société québécoise d'information juridique.

#### Nouveau Code de procédure civile
Dans le nouveau Code de procédure civile entré en vigueur le 1er janvier 2016, le législateur cherche à changer la culture des procédures judiciaires pour favoriser l'accès à la justice. L'avocat et chargé de cours Daniel St-Pierre  résume ainsi l'approche du législateur dans le nouveau Code : « parlez-vous, entendez-vous pour que ça coûte moins cher ».

#### Promotion des modes de prévention et de règlement des différends
Le gouvernement québécois a adopté une stratégie de promotion des modes de prévention et de règlement des différends. L'objectif déclaré est de « favoriser l'accès à la justice et de diminuer les délais judiciaires ». Le ministère a par exemple mis sur pied un projet-pilote de médiation obligatoire pour le recouvrement de petites créances.

#### Augmentation du seuil des créances admissibles à la Cour des petites créances
Dans le Loi modifiant le Code de procédure civile et d'autres dispositions, le seuil des créances admissibles à la Cour des petites créances a été augmenté à 15 000 $.

#### Fonds d'aide aux actions collectives
Dans la Loi sur le fonds d'aide aux actions collectives, le gouvernement crée un fonds pour assurer le financement d'actions collectives.

#### Centres de justice de proximité
Les Centres de justice de proximité sont issus de projets-pilotes du ministère de la Justice. Ils peuvent offrir de l'information juridique générale au grand public, mais n'ont pas le droit de représenter des clients. Cette situation a été dénoncée par le journaliste Pierre Craig dans son documentaire Le procès

#### Service gratuit de consultations juridiques pour la violence sexuelle et conjugale
Le gouvernement québécois a annoncé à la fin du mois de septembre 2021 qu'il allait instaurer un service gratuit de consultations juridiques pour la violence sexuelle et conjugale.

#### Avis et consultations juridiques donnés par des étudiants en droit
Dans la Loi visant à améliorer l’accessibilité et l’efficacité de la justice, notamment pour répondre à des conséquences de la pandémie de la COVID-19, il y a un volet qui autorise les étudiants en droit à donner des avis et consultations juridiques s'ils respectent les conditions des nouveaux articles 128.1 et 128.2 de la Loi sur le Barreau.

#### Fonds Accès Justice
Le Fonds Accès Justice a été créé en 2012 par le ministère de la Justice. Il a pour objectif d'« améliorer la connaissance et la compréhension du droit ou du système de justice québécois ainsi que son utilisation ».

#### Augmentation du nombre de juges
Dans la Loi modifiant la Loi sur les tribunaux judiciaires et d'autres dispositions législatives de 2012, le législateur québécois a notamment augmenté le nombre de juges pour favoriser l'accès à la justice.

#### Exercice de la profession d'avocat au sein d'une personne morale sans but lucratif
Par le Projet de loi no 34, Loi visant à améliorer l’accès à la justice en bonifiant l’offre de services juridiques gratuits ou à coût modique, l il est prévu que « les avocats et les notaires travaillant au sein de personnes morales sans but lucratif (PMSBL) pourront offrir des conseils juridiques, sans frais ou à coût modique, aux citoyens qui, sans un tel soutien, n’ont pas les moyens financiers suffisants pour faire valoir leurs droits ou se défendre ».

## Initiatives de la communauté juridique

### CanLII
Le moteur de recherche CanLII permet d'avoir accès gratuitement à une proportion considérable des décisions des tribunaux canadiens. Il s'agit d'une alternative gratuite aux moteurs de recherches payants tels que SOQUIJ, LexisNexis et Westlaw. Il a été créé par la Fédération des ordres professionnels de juristes du Canada et est financé par celle-ci depuis 2001

### Seul devant la Cour
Le Barreau du Québec a créé le guide « Seul devant la Cour » pour les citoyens qui se représentent seuls devant les tribunaux, car une proportion importante de citoyens choisissent de se représenter seuls, par manque de moyens financiers.

### Éducaloi
Éducaloi est un organisme à but non lucratif juridique qui présente un grand nombre d'informations juridiques par le biais de son site Internet. Il est soutenu par le Ministère de la Justice du Québec, le Ministère de la Justice du Canada, le Barreau du Québec, la Chambre des notaires, la Société québécoise d'information juridique et la Commission des services juridiques.

### Centre d'accès à l'information juridique
Le Centre d'accès à l'information juridique est issu d'un projet du Barreau du Québec, du Réseau d’information juridique du Québec (RIJQ), de l’Association des avocats et avocates de province (AAP), du Barreau de Montréal et du Barreau de Québec

### Collection de droit
La Collection de droit est une encyclopédie du droit québécois publiée par l'École du Barreau, disponible dans toute bibliothèque de droit et consultable par tout citoyen.

### Code civil annoté
Un Code civil annoté remplit dans les faits la fonction d'encyclopédie du droit civil québécois ; plusieurs versions existent, lesquelles sont disponibles dans toute bibliothèque de droit. Bien qu'il s'agit d'un outil de travail pour un juriste, il peut être librement consulté par tout citoyen,.

### Code criminel annoté
Un Code criminel annoté remplit dans les faits la fonction d'encyclopédie du droit pénal canadien ; plusieurs versions existent, lesquelles sont disponibles dans toute bibliothèque de droit. Bien qu'il s'agit d'un outil de travail pour un juriste, il peut être librement consulté par tout citoyen,.

### Chartepédia
Chartepédia est une encyclopédie en ligne de la Charte canadienne des droits et libertés qui est écrite par la section des droits de la personne du Ministère canadien de la justice.

### Cabinets d'avocats offrant des montants forfaitaires abordables
Un certain nombre de cabinets d'avocats réagit au manque d'accès de la classe moyenne au système de justice en offrant des services juridiques à des montants forfaitaires abordables.

### Clinique juridique Juripop
La Clinique Juripop est un organisme à but non lucratif reconnu au Québec de par sa mission d’offrir des consultations juridiques gratuites ou à coût modique.

### Assurance frais juridiques
L'assurance frais juridiques a été mise sur pied à l'instigation du Barreau du Québec pour favoriser l'accès à la justice. Elle permet à un justiciable d'être assuré pour les risques juridiques qu'il peut encourir. Elle permet de retenir les services d'un avocat et d'entamer des procédures judiciaires. Elle n'offre cependant pas de protection en matière pénale.

## Le droit à l'accès à la justice
Bien que le sujet de l'accès à la justice soit souvent présenté comme un ensemble épars de mesures d'accès aux tribunaux, il s'agit aussi d'un droit que les juges canadiens envisagent sous l'angle de la Charte canadienne des droits et libertés. Quoique la Charte canadienne n'utilise pas expressément les mots « accès à la justice », elle dispose à l'article 15 dans la partie sur le droit à l'égalité que « tous ont droit à la même protection et au même bénéfice de la loi ». Cette conception de l'accès à la justice comme un droit de la Charte est défendue par le juge en chef Richard Wagner.

Puisque le droit à l'accès à la justice est interprété comme s'inscrivant dans le contexte du droit à l'égalité, la preuve qu'une personne a été empêchée d'avoir accès à la justice se fait en fonction du critère d'analyse de l'article 15 de la Charte, qui est expliqué notamment dans la décision R. c. Sharma: 

« La première étape à suivre pour évaluer une demande fondée sur le par. 15(1) consiste à se demander si la loi contestée crée un effet disproportionné sur le groupe demandeur pour un motif protégé ou contribue à cet effet.  Le demandeur doit établir un lien entre la loi contestée et son effet discriminatoire, mais il n’a pas besoin de prouver pourquoi la loi contestée a cet effet. 
La deuxième étape vise à déterminer si cet effet impose des fardeaux ou refuse des avantages d’une manière qui a pour effet de renforcer, de perpétuer ou d’accentuer un désavantage. Toute distinction n’est pas discriminatoire. Les tribunaux doivent examiner les désavantages historiques ou systémiques dont a fait l’objet le groupe demandeur. Le fait de laisser subsister un tel désavantage n’est pas suffisant en soi pour satisfaire à l’exigence de la deuxième étape : une incidence négative ou l’aggravation de la situation est nécessaire. »

D'autre part, l'article 96 de la Loi constitutionnelle de 1867 est interprété comme conférant dans une certaine mesure une protection à l'accès à la justice, car il établit des cours supérieures afin que les citoyens puissent résoudre leurs différends par le biais de ces cours de justice. Comme l'explique la Cour suprême dans l'arrêt Trial Lawyers Association of British Columbia c. Colombie‑Britannique (Procureur général)

« Les cours supérieures ont toujours eu pour tâche de résoudre des différends opposant des particuliers et de trancher des questions de droit privé et de droit public. Des mesures qui empêchent des gens de s’adresser à cette fin aux tribunaux vont à l’encontre de cette fonction fondamentale des cours de justice. Considérées dans le contexte institutionnel du système de justice canadien, la résolution de ces différends et les décisions qui en résultent en matière de droit privé et de droit public sont des aspects centraux des activités des cours supérieures. De fait, les plaideurs constituent l’« achalandage » de ces tribunaux. Empêcher l’exercice de ces activités attaque le cœur même de la compétence des cours supérieures que protège l’art. 96 de la Loi constitutionnelle de 1867. »

 La Cour suprême a réaffirmé cette règle dans l'arrêt Uber Technologies Inc. c. Heller, dans un contexte de droit privé concernant les limites constitutionnelles des clauses compromissoires, où elle dit qu'une société privée comme Uber ne peut pas complètement exclure l'accès aux tribunaux au moyen de clauses dans les contrats qu'elle conclut avec ses clients car les citoyens ont un droit de base d'accès aux tribunaux.

## Incidences socio-politiques des coûts économiques de l'accès à la justice
Dans un article intitulé « La guerre d'usure », la journaliste Marie-Ève Martel résume ainsi les difficultés rencontrées par les justiciables qui n'ont pas les moyens de mener de longs combats judiciaires. Souvent, les affaires judiciaires se terminent par une transaction juridique alors qu'elles auraient légitimement pu être entendues devant les tribunaux si la partie économiquement plus faible avait davantage de moyens financiers.

« Il y a en effet d’innombrables causes qui ne se rendent même pas à procès parce que l’une des parties est déjà au bout de ses ressources et se voit contrainte d’abandonner ou doit se résigner à accepter une entente en sa défaveur, même si elle demeure convaincue d’avoir raison. [...] Le problème, c’est que le droit fondamental de connaître ses droits et de les faire valoir devant les autorités est trop souvent tributaire du nombre de zéros dans notre compte en banque. [....]
Refuser à des gens l’accès à la justice revient à les priver de leur dignité; cela revient à dire que certaines personnes sont dignes de justice et que d’autres ne le sont pas, rappelait le juge Wagner, en 2018. C’est là où le bât blesse. Quand on est riche, on peut s’offrir tous les conseils juridiques du monde, ceux qui vont nous avantager, qui vont nous permettre de mieux tirer notre épingle du jeu sans avoir à choisir entre le pain et l’eau chaude. 
Quand on est pauvre, on doit se contenter du peu qu’on peut se permettre; dans bien des cas, c’est très peu, voire rien du tout. Et dans ces cas-là, on peut se sentir bien seul et démuni. »